# Kedam
Die Kedam ist ein Patrouillenboot bzw. Fischereischutzboot der Wasserpolizei der palauischen Staatspolizei, das seit 2018 in Dienst steht.

## Allgemeines
Das Boot wurde von der japanischen Nippon Foundation und der Sasakawa Peace Foundation dem Staat Palau geschenkt. Es ist das vierte Boot, das im Rahmen eines Förderprogrammes übergeben wurde. Es wurde am 12. Februar 2018 ausgeliefert und zusammen mit einem neuen Verwaltungsgebäude (Bai ra Bul) und der neuen Anlegestelle (Melusch Melachel) übergeben. Insgesamt hat Japan 70 Mio. $ investiert.
Der Name bedeutet „Fregattvogel“.